# 애디론댁 레드윙스
| 애디론댁 레드윙스 | |
| 콘퍼런스          | 남부 콘퍼런스 (1995년~1996년) 북부 콘퍼런스 (1996년~1999년) |
| 디비전            | 노스 디비전 (1979년~1980년) (1982년~1987년) (1991년~1995년) 사우스 디비전 (1980년~1982년) (1987년~1991년) 센트럴 디비전 (1995년~1996년) 엠파이어스테이트 디비전 (1996년~1999년) |
| 설립연도          | 1979년 |
| 해체연도          | 1999년 |
| 역사              | 타이드워터 윙스 (1971년~1972년) 버지니아 윙스 (1972년~1975년) 애디론댁 레드윙스 (1979년~1999년) 샌안토니오 램페이지 (2002년~현재)                                               |
| 경기장            | 글렌즈 폴스 시빅 센터 |
| 연고지            | 뉴욕주 글렌즈 폴스 |
| 상징색            | 빨강, 하양 |
| 구단주            | |
| 단장              | |
| 감독              | |
| NHL 제휴          | |
| ECHL 제휴         | |
| 정규시즌 우승     | |
| 콘퍼런스 우승     | |
| 디비전 우승       | 3 (1986, 1989, 1994) |
| 칼더 컵           | 4 (1981, 1986, 1989, 1992) |
| 영구 결번         | |

애디론댁 레드윙스(Adirondack Red Wings)는 미국 뉴욕주 글렌즈 폴스를 연고지로 하는 1979년부터 1999년까지 AHL 소속되었던 아이스 하키팀이다.
2002년 연고지를 텍사스주 샌안토니오 (샌안토니오 램페이지)로 이전했다.

## 역대 홈경기장
| 애디론댁 레드윙스     |               |          |                    |      |
| 경기장                | 사용기간      | 수용인원 | 장소               | 비고 |
| 글렌즈 폴스 시빅 센터 | 1979년~1999년 | 4,794명  | 뉴욕주 글렌즈 폴스 | 빈칸 |